# 山部光彦
山部 光彦（やまべ みつひこ）は、日本の音楽家。日本のバンド「白虎隊」のリーダー兼ボーカル、（後の「KAPLANS」「山部光彦&KAPLANS」）。アパレル産業の実業家。熊本県八代市出身。

## 略歴
山部はバブル時代が始まる数年前から東京原宿に住居を構え、音楽、ファッション（新品/古着含む）、車、バイク（ハーレーダビッドソン）の4本柱で若者文化の流行に携わり音楽のコンセプト作りの為アンテナを張りながら、同時期に六本木シンガポールナイト店にバンド「B-3」でハコバンを務めていた。
歩行者天国ブームの頃の1986年10月20日、読売新聞の社会欄にて「原宿は今バンド族」という見出しで、原宿に登場したのは山部光彦＝リーダー「白虎隊」が始めて以来、新たなホコ天パフォーマンスで「バンド族」が生まれた』と掲載され、その後数十バンドがパフォーマンスを始め一大ブームとなり、全国にバンドブームが巻き起こる。ホコ天ストリートバンドの先駆者「バンド族」の王者「白虎隊」として名を馳せ、プロの機材を持ち込み年間約10万人の来聴者にバンド・パフォーマンスを披露。
同時期メジャーレーベルより白虎隊メンバー4人が全員カスタムハーレーダビッドソンを実際に所有するハーレーズオーナーで、ロックンロールバイカーとしてプロデビュー。アルファレコードよりシングル1枚、日本コロムビアに移籍しシングル2枚、アルバム2枚を白虎隊でリリース。白虎隊からKAPLANSに改名、ナショナルミキサー」CM出演。ラジオ日本にて「ミッドナイトクルージング」レギュラーメインパーソナリティを務めた。
その後、原宿竹下通りに1950年代テイストのオリジナルブランドショップ「BIG BROS」2店舗経営。全国から修学旅行生のコースになった店であった。各タレントの衣装担当・貸し出しも行い、その中でオリジナルキャラクター「ビッケル&ビルル」（名称）がヒットした。同時期に「KAPLANS」→「山部光彦&KAPLANS」として再デビュー。喉と声に3億円の保険をかける。体の一部（部位）に保険がかけられた。迫力のある声と美声と評価されている。テレビ東京「音楽的流行」メインナビゲーターとして3年半務める他、レギュラーラジオ番組のメインパーソナリティ2本を担っていた。
現在、自身のYouTubeチャンネルにて音楽を核にプロローグ、イラスト、ストーリーの4本柱で構成したMVを配信、ニューコンテンツを展開中。新プロジェクト立ち上げ、音楽制作、MV編集、各ジャンルのアーティスト集団を結成など多岐にわたる活動を行っている。

## ディスコグラフィ
【白虎隊】
- 「息がつまるぜ」（1986年8月25日、アルファレコードSIDE B「BOY」）プロデビュー。
- 「CRYSTAL BLUE」（1988年3月1日、日本コロムビア）移籍第一弾シングル、SIDE B「HIGHWAY☆STAR」
- 「Juvenile A」（1988年3月21日）1stアルバム全10曲収録
- 「COOL EYES」[6]SIDE B「FOREVER」（1988年7月1日）2ndシングル
  - 全国洋画系劇場版アニメ映画「魁!!男塾」主題歌
- 「R&R EVOLUTION」（1988年9月21日） 2ndアルバム。「COOL EYES」含む全11曲。

【KAPLANS】
- 「マリア-愛がきしむほど抱きしめたい-」[7]（1996年8月1日、トーラスレコード1stシングル、SIDE B「裸のままで」で再デビュー。
- 「LAST DANCE」[8]（1997年5月25日）2ndシングル、SIDE B「ROUGE[9]<Ruby colors>」
  - ※「LAST DANCE」太平洋フェリーCMイメージソング。北海道放送にて天気予報の時間に1年半毎日オンエア。その他「原宿通信[10]」のテーマ曲。
- 「KAPLANS STYLE」（1997年7月2日）1stアルバム全6曲収録
- 「笑っていたい」（1998年3月1日）2ndシングル、SIDE B「FUTURE～愛の銃を撃つ～」
  - ※テレビ東京「ミュージックブレイク」オープニングテーマ曲

- 「十字架の弾丸」（2000年5月24日、メルダック）移籍第一弾シングル、SIDE B「GET」。
  - ※テレビ東京系「クイズ赤恥青恥」エンディングテーマ曲、テレビ東京「イチオシ」アメリカ・ロサンゼルス編エンディングテーマ曲（同番組に3か月レギュラー出演、ロサンゼルス、エリア51、ラスベガスを舞台に音楽のコンセプトを探す旅）、「噂のマシンガン」エンディングテーマ曲